# Tanja Šmid

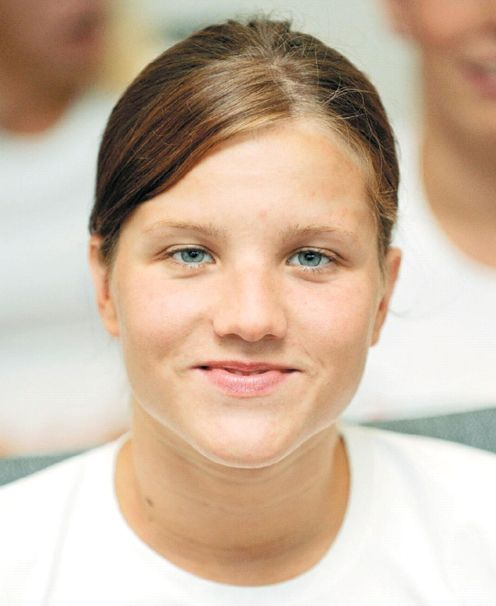
Tanja Šmid (2012)

Tanja Šmid (* 29. April 1990 in Kranj) ist eine ehemalige slowenische Schwimmsportlerin.
Sie gewann bei den Kurzbahneuropameisterschaften 2010 in Eindhoven die Silbermedaille über 200 m Brust. 2012 nahm Šmid an den Olympischen Spielen in London teil, wo sie allerdings im Vorlauf ausschied. Bei den Mittelmeerspielen 2013 gewann sie mit der Staffel Bronze. Im Februar 2016 wurde Šmid bei einer Dopingkontrolle positiv auf GW1516 getestet und für vier Jahre gesperrt. Sie gab den Verstoß zu und beendete ihre Karriere.